# Unione Volley Montecchio Maggiore 2019-2020
Questa voce raccoglie le informazioni riguardanti l'Unione Volley Montecchio Maggiore nelle competizioni ufficiali della stagione 2019-2020.

## Organigramma societario
Area direttiva
- Presidente: Carla Burato

Area tecnica
- Allenatore: Alessandro Beltrami
- Allenatore in seconda: Alessandro Della Balda

## Rosa
| N° | Nome                | Ruolo | Data di nascita   | Nazionalità sportiva |
| -- | ------------------- | ----- | ----------------- | -------------------- |
| 1  | Laura Bovo          | C     | 15 maggio 1996    | Italia               |
| 2  | Valeria Battista    | S     | 23 gennaio 2001   | Italia               |
| 4  | Francesca Trevisan  | S     | 22 settembre 1995 | Italia               |
| 5  | Federica Carletti   | S     | 14 marzo 2000     | Italia               |
| 7  | Cecilia Oggioni     | L     | 21 luglio 1999    | Italia               |
| 8  | Chiara Scacchetti   | P     | 10 dicembre 1995  | Italia               |
| 9  | Sofia Frison        | C     | 13 agosto 1999    | Italia               |
| 10 | Anahí Tosi          | O     | 10 luglio 1998    | Argentina            |
| 11 | Benedetta Bartolini | C     | 5 marzo 1999      | Italia               |
| 12 | Giulia Fontana      | L     | 12 agosto 2001    | Italia               |
| 13 | Carolina Zardo      | L     | 16 novembre 1992  | Italia               |
| 16 | Margherita Rosso    | P     | 18 luglio 1995    | Italia               |
| 17 | Giada Barbiero      | O     | 14 settembre 2000 | Italia               |

## Risultati

### Serie A2

#### Regular season

##### Girone di andata
| 1ª giornata - 6 ottobre 2019 PalaBellina, Marsala                           | Marsala             | 3 - 1 | Montecchio Maggiore | 25-19, 25-20, 19-25, 25-22        |
| 2ª giornata - 13 ottobre 2019 PalaCollodi, Montecchio Maggiore              | Montecchio Maggiore | 3 - 1 | Mondovì             | 25-19, 19-25, 25-17, 25-20        |
| 3ª giornata - 20 ottobre 2019 PalaCollodi, Montecchio Maggiore              | Montecchio Maggiore | 0 - 3 | Helvia Recina       | 22-25, 25-27, 19-25               |
| 4ª giornata - 27 ottobre 2019 PalaRuffini, Torino                           | CUS Torino          | 1 - 3 | Montecchio Maggiore | 23-25, 25-13, 16-25, 17-25        |
| 5ª giornata - 31 ottobre 2019 PalaSanbapolis, Trento                        | Trentino Rosa       | 3 - 0 | Montecchio Maggiore | 25-18, 28-26, 25-17               |
| 6ª giornata - 3 novembre 2019 PalaCollodi, Montecchio Maggiore              | Montecchio Maggiore | 3 - 0 | Roma Club           | 25-21, 25-18, 25-16               |
| 7ª giornata - 10 novembre 2019 PalaCosta, Ravenna                           | Olimpia Teodora     | 3 - 1 | Montecchio Maggiore | 25-21, 27-25, 22-25, 25-21        |
| 8ª giornata - 17 novembre 2019 PalaCollodi, Montecchio Maggiore             | Montecchio Maggiore | 3 - 1 | Futura Giovani      | 25-19, 18-25, 25-23, 27-25        |
| 9ª giornata - 24 novembre 2019 Palazzetto Sant'Antonio, Pontecagnano Faiano | Due Principati      | 3 - 2 | Montecchio Maggiore | 17-25, 25-23, 24-26, 25-17, 15-11 |

##### Girone di ritorno
| 10ª giornata - 1º dicembre 2019 PalaCollodi, Montecchio Maggiore   | Montecchio Maggiore | 3 - 0 | Marsala             | 25-23, 25-20, 25-18        |
| 11ª giornata - 8 dicembre 2019 PalaManera, Mondovì                 | Mondovì             | 0 - 3 | Montecchio Maggiore | 20-25, 18-25, 18-25        |
| 12ª giornata - 15 dicembre 2019 PalaFontescodella, Macerata        | Helvia Recina       | 0 - 3 | Montecchio Maggiore | 16-25, 25-27, 19-25        |
| 13ª giornata - 22 dicembre 2019 PalaCollodi, Montecchio Maggiore   | Montecchio Maggiore | 3 - 0 | CUS Torino          | 25-16, 25-16, 25-18        |
| 14ª giornata - 26 dicembre 2019 PalaFerroli, San Bonifacio         | Montecchio Maggiore | 1 - 3 | Trentino Rosa       | 23-25, 25-23, 24-26, 20-25 |
| 15ª giornata - 29 dicembre 2019 Honey Sport City, Roma             | Roma Club           | 3 - 1 | Montecchio Maggiore | 27-25, 25-13, 18-25, 25-21 |
| 16ª giornata - 5 gennaio 2020 PalaFerroli, San Bonifacio           | Montecchio Maggiore | 0 - 3 | Olimpia Teodora     | 20-25, 19-25, 15-25        |
| 17ª giornata - 12 gennaio 2020 Palazzetto San Luigi, Busto Arsizio | Futura Giovani      | 3 - 1 | Montecchio Maggiore | 25-17, 25-19, 24-26, 25-12 |
| 18ª giornata - 19 gennaio 2020 PalaCollodi, Montecchio Maggiore    | Montecchio Maggiore | 3 - 0 | Due Principati      | 25-19, 25-23, 25-19        |

#### Pool salvezza

##### Girone di andata
| 1ª giornata - 9 febbraio 2020 PalaCollodi, Montecchio Maggiore       | Montecchio Maggiore | 2 - 3 | Cutrofiano          | 11-25, 25-21, 25-13, 22-25, 12-15 |
| 2ª giornata - 16 febbraio 2020 Palestra Magagni, Castelnuovo Rangone | Montale             | 1 - 3 | Montecchio Maggiore | 23-25, 25-21, 20-25, 23-25        |
| 3ª giornata - 5 marzo 2020 PalaCollodi, Montecchio Maggiore          | Montecchio Maggiore | 1 - 3 | Academy Sassuolo    | 25-22, 23-25, 19-25, 19-25        |
| 4ª giornata - 18 marzo 2020 Centro Pavesi, Milano                    | Club Italia         | -     | Montecchio Maggiore | annullata                         |
| 5ª giornata - 8 marzo 2020 PalaCollodi, Montecchio Maggiore          | Montecchio Maggiore | -     | Talmassons          | annullata                         |

##### Girone di ritorno
| 6ª giornata - 15 marzo 2020 PalaCesari, Cutrofiano           | Cutrofiano          | - | Montecchio Maggiore | annullata |
| 7ª giornata - 22 marzo 2020 PalaCollodi, Montecchio Maggiore | Montecchio Maggiore | - | Montale             | annullata |
| 8ª giornata - 29 marzo 2020 PalaPaganelli, Sassuolo          | Academy Sassuolo    | - | Montecchio Maggiore | annullata |
| 9ª giornata - 5 aprile 2020 PalaCollodi, Montecchio Maggiore | Montecchio Maggiore | - | Club Italia         | annullata |
| 10ª giornata - 11 aprile 2020 Palestra comunale, Talmassons  | Talmassons          | - | Montecchio Maggiore | annullata |

## Statistiche

### Statistiche di squadra
| Competizione | Punti | In casa | In casa | In casa | In trasferta | In trasferta | In trasferta | Totale | Totale | Totale |
| Competizione | Punti | G       | V       | P       | G            | V            | P            | G      | V      | P      |
| ------------ | ----- | ------- | ------- | ------- | ------------ | ------------ | ------------ | ------ | ------ | ------ |
| Serie A2     | 32    | 11      | 6       | 5       | 10           | 4            | 6            | 21     | 10     | 11     |
| Totale       | -     | 11      | 6       | 5       | 10           | 4            | 6            | 21     | 10     | 11     |

G = partite giocate; V = partite vinte; P = partite perse

### Statistiche dei giocatori
| Giocatore     | Serie A2 | Serie A2 | Serie A2 | Serie A2 | Serie A2 | Totale | Totale | Totale | Totale | Totale |
| Giocatore     | P        | PT       | AV       | MV       | BV       | P      | PT     | AV     | MV     | BV     |
| ------------- | -------- | -------- | -------- | -------- | -------- | ------ | ------ | ------ | ------ | ------ |
| G. Barbiero   | 9        | 1        | ?        | ?        | ?        | 9      | 1      | ?      | ?      | ?      |
| B. Bartolini  | 21       | 201      | ?        | ?        | ?        | 21     | 201    | ?      | ?      | ?      |
| V. Battista   | 21       | 241      | ?        | ?        | ?        | 21     | 241    | ?      | ?      | ?      |
| L. Bovo       | 21       | 160      | ?        | ?        | ?        | 21     | 160    | ?      | ?      | ?      |
| F. Carletti   | 21       | 326      | ?        | ?        | ?        | 21     | 326    | ?      | ?      | ?      |
| G. Fontana    | 0        | 0        | 0        | 0        | 0        | 0      | 0      | 0      | 0      | 0      |
| S. Frison     | 17       | 4        | ?        | ?        | ?        | 17     | 4      | ?      | ?      | ?      |
| C. Oggioni    | 19       | 1        | ?        | ?        | ?        | 19     | 1      | ?      | ?      | ?      |
| M. Rosso      | 11       | 0        | ?        | ?        | ?        | 11     | 0      | ?      | ?      | ?      |
| C. Scacchetti | 21       | 43       | ?        | ?        | ?        | 21     | 43     | ?      | ?      | ?      |
| A. Tosi       | 15       | 37       | ?        | ?        | ?        | 15     | 37     | ?      | ?      | ?      |
| F. Trevisan   | 21       | 206      | ?        | ?        | ?        | 21     | 206    | ?      | ?      | ?      |
| C. Zardo      | 21       | 1        | ?        | ?        | ?        | 21     | 1      | ?      | ?      | ?      |

P = presenze; PT = punti totali; AV = attacchi vincenti; MV = muri vincenti; BV = battute vincenti